# Vrilo (Tomislavgrad, BiH)
Vrilo je naseljeno mjesto u općini Tomislavgrad, Federacija Bosne i Hercegovine, BiH.

## Stanovništvo

### 1991.
Nacionalni sastav stanovništva 1991. godine, bio je sljedeći:
ukupno: 169
- Hrvati - 166 (98,22%)
- ostali, neopredijeljeni i nepoznato - 3 (1,78%)

### 2013.
Nacionalni sastav stanovništva 2013. godine, bio je sljedeći:
ukupno: 349
- Hrvati - 347 (99,43%)
- Bošnjaci - 1 (0,29%)
- ostali, neopredijeljeni i nepoznato - 1 (0,29%)